# Meonho
Meonho är en ort i Mexiko.   Den ligger i kommunen Larráinzar och delstaten Chiapas, i den sydöstra delen av landet, 700 km öster om huvudstaden Mexico City. Meonho ligger 2 063 meter över havet och antalet invånare är 400.
Terrängen runt Meonho är kuperad österut, men västerut är den bergig. Terrängen runt Meonho sluttar norrut. Runt Meonho är det ganska tätbefolkat, med 166 invånare per kvadratkilometer. Närmaste större samhälle är Bochil, 17,2 km nordväst om Meonho. I omgivningarna runt Meonho växer i huvudsak städsegrön lövskog.